# Fred Bertelmann
Fred Bertelmann (Duisburg, 7 oktober 1925 - Berg, 22 januari 2014) was een Duitse schlagerzanger en acteur.

## Carrière
Fred Bertelmann was de zoon van Elisabeth en Jules Bertelmann en groeide op in Duisburg-Meiderich. Tijdens zijn schooltijd zong hij in een koor, later ging hij met het kerkkoor van St. Lorentz op concerttournee. Hij studeerde medicijnen, omdat hij kinderarts wilde worden, maar zijn hart lag bij de muziek. Hij studeerde cello, viool en trompet bij Anton Gruberbauer aan het conservatorium in Neurenberg. Daarbij voltooide hij een opleiding tot acteur en zanger. In 1944 moest hij zijn dienstplicht vervullen en werd krijgsgevangen door de Amerikanen. Na de militaire dienstplicht in mei 1946 vertrok hij naar Füssen, waar hij ging spelen in een Amerikaans legerorkest. In 1947 kwam hij in Landsberg am Lech in contact met Ernst Mosch en Horst Reipsch en formeerden een eigen swingband. Hun optredens bleven niet onopgemerkt en ze werden dan ook uitgenodigd bij Radio München, later Bayerischer Rundfunk.
In 1950 werd Bertelmann door orkestleider Arne Hülphers naar Zweden uitgenodigd om deel te nemen aan concerten met Zarah Leander. In 1952 werd hij door de manager Stefan von Baranski opgemerkt, die hem voorstelde aan Michael Jary, die hem zijn hulp aanbood om door te breken in de muziekwereld, waar hij zijn latere producent Nils Nobach kennen leerde. In Hamburg was hij te gast in de televisie-uitzending Klingendes Rendezvous, alwaar hij kennis maakte met zangeres Bibi Johns, met wie hij later meerdere plaatopnamen zou zingen. Daarna ging hij in Neurenberg verder zang studeren. In 1952 werd hem een contract aangeboden bij het Münchener label Tempo, op voorspraak van Baranski.Bij dit label publiceerde Bertelmann tot 1958 ongeveer 20 singles, waaronder meerdere coverversies van bekende schlagers. In 1954 ging hij over van Tempo naar Electrola, waar hij met het nummer Tina Marie (1955) hoog scoorde in de Duitse schlagerparaden, evenals Der lachende Vagabund (1957, 1e plaats) met hoge verkoopcijfers, een miljoen exemplaren tot 1 mei 1958. In totaal werden van het nummer 3,5 miljoen exemplaren verkocht, ook in Amerika. Zijn hitparadesuccessen volgden elkaar op tot omstreeks 1965, met 12 nummers in de hitlijsten. In de tussentijd wisselde hij meermaals van platenlabel, waaronder Polydor, Ariola, Trans World, Koch International en Superton. Hij produceerde bijna 100 singles, 8 vinyl-lp's en talrijke cd’s tot in de jaren 1990.
In 1958 naam hij deel aan de voorronde van het Eurovisiesongfestival. In 1964 zong hij Das macht dein Lächeln, Mona Lisa. Ook in de filmbranche bleef hij niet onopgemerkt. Hij speelde in zestien filmen. In 1958 beleefde de film Der lachende Vagabund première in Stuttgart en Duisburg. Later speelde hij ook klassiek theater, onder meer in Götz von Berlichingen en Der Widerspenstigen Zähmung en speelde zelfs rollen in musicals. Verder trad hij op in Amerikaanse televisieshows, waaronder die van Ed Sullivan, Dean Martin en Perry Como. In 1961 speelde hij in Chicago mee in de musical Show Boat. In Europa trad hij op met Marika Rökk, Gerhard Wendland, Vico Torriani, Hans-Joachim Kulenkampff, Bibi Johns en Caterina Valente. In 1961 ging hij over naar het platenlabel Polydor.
In 1972 richtte hij de eerste Show-Schule op in München, samen met de voormalige schlagerzangeres Gitta Lund. Het startkapitaal van omgerekend € 50.000 werd door beiden bijeen gebracht.

## Privéleven en overlijden
Fred Bertelmann was sinds 1966 gehuwd met de vroegere tv-presentatrice en filmactrice Ruth Kappelsberger en woonde in Berg (Starnberger See). Hij overleed op 22 januari 2014 op 88-jarige leeftijd. Hij werd bijgezet op het kerkhof in Aufkirchen aan de Starnberger See.

## Discografie (hits in Duitsland)
- 1955: In Hamburg sind die Nächte lang
- 1955: Tina Marie
- 1956: Meine kleine süße Susi
- 1957: Marie mit dem frechen Blick
- 1957: Bene bene tanto
- 1957: Der lachende Vagabund
- 1958: Ich bin ja nur ein Troubadur
- 1958: Aber du heißt Pia
- 1959: Ihr zartes Lächeln
- 1960: Herrlich war die Reise
- 1960: Ti amo Marina
- 1960: Einmal high, high, high
- 1962: Mary-Rose
- 1963: Ein Caballero

## Filmografie

### Bioscoop
- 1956: Pulverschnee nach Übersee
- 1957: Wenn Frauen schwindeln
- 1958: Der lachende Vagabund
- 1959: Gitarren klingen leise durch die Nacht
- 1959: Meine Heimat ist täglich woanders
- 1959: Wenn das mein großer Bruder wüßte
- 1959: Das blaue Meer und Du
- 1960: Meine Nichte tut das nicht
- 1960: Gauner-Serenade
- 1961: So liebt und küßt man in Tirol
- 1962: Lieder klingen am Lago Maggiore
- 1966: Laß die Finger von der Puppe

### Televisie
- 1971: Glückspilze

- 1975: Ein Walzer zu zweien
- 1996: Zum Stanglwirt - Jetzt scha mer mal – Dann seh’ mer scho

- Bibliothèque nationale de France: cb138188516 (data)
- Gemeinsame Normdatei: 119285479
- International Standard Name Identifier: 0000 0000 5515 223X
- Library of Congress Control Number: no2006078175
- MusicBrainz: c44281b7-c6a7-4ade-bd0b-14295b6f75f9
- Virtual International Authority File: 77122284